# Anton Steyrer

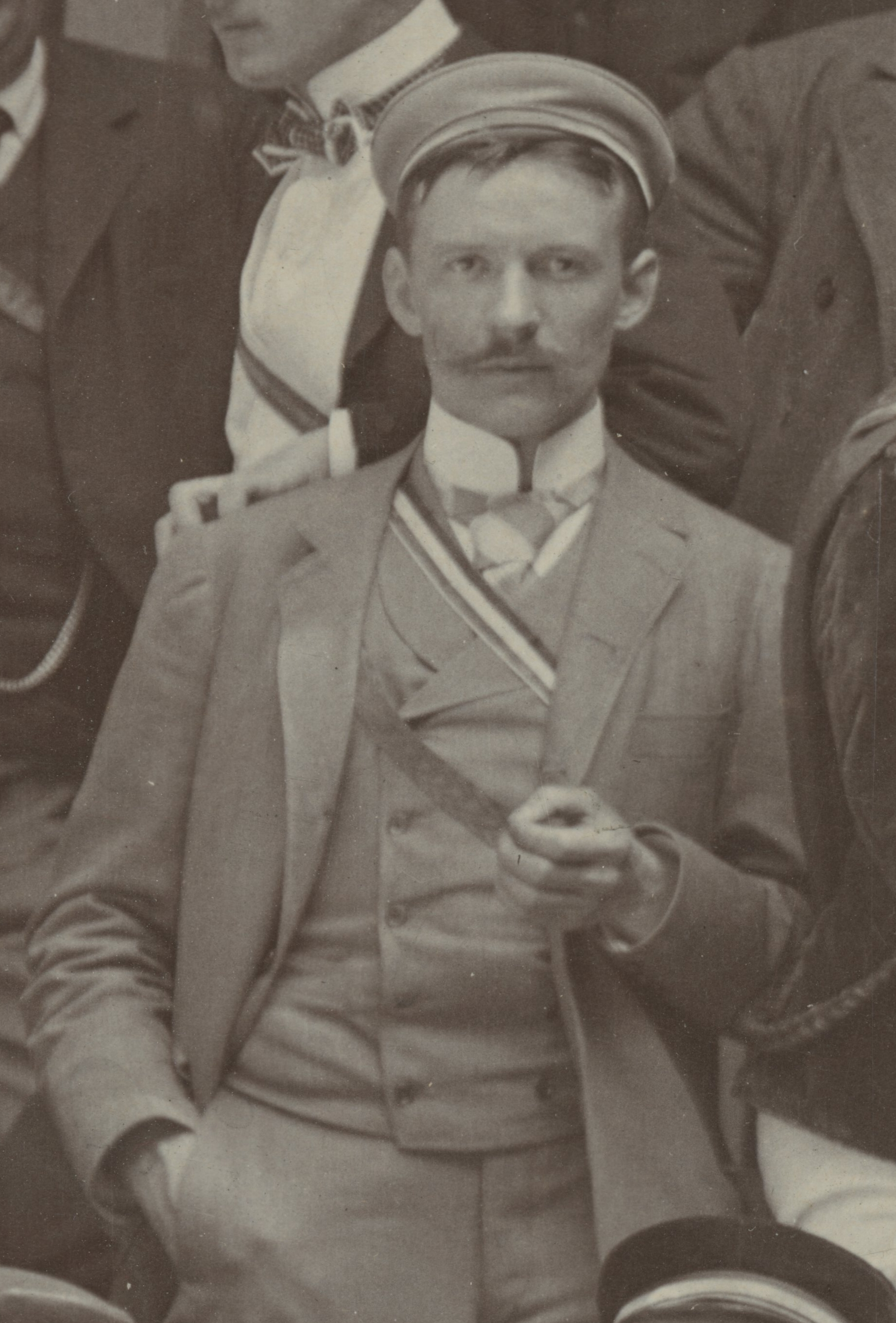
Anton Steyrer

Anton Steyrer (* 24. April 1873 in Murau, Steiermark, Österreich-Ungarn; † 11. November 1943 in Knittelfeld, Großdeutsches Reich) war ein österreichischer Internist und Hochschullehrer.

## Leben
Steyrer besuchte das Stiftsgymnasium Kremsmünster. Nach der Matura studierte er an der Universität Wien Chemie und Medizin. 1897 wurde er im Corps Alemannia Wien aktiv. Zur selben Zeit absolvierte er die erste Hälfte seines Jahres als Einjährig-Freiwilliger beim k.u.k. Infanterieregiment „Erzherzog Rainer“ Nr. 59. Er engagierte sich im Radsport, Ballonfahren und Automobilsport. In Wien wurde er zum Dr. phil. (1896) und zum Dr. med. (1898) promoviert. Die fachärztliche Ausbildung begann er 1898/99 bei Bernhard Naunyn an der Kaiser-Wilhelms-Universität Straßburg. Dort kam er in engere Berührung mit Franz Hofmeister und August Emil Vogl. 1899 ging er als Assistent zu Friedrich Kraus an der Karl-Franzens-Universität Graz. Das Corps Vandalia Graz verlieh ihm 1901 das Band. Mit Kraus ging er als Oberarzt an die Charité. Bei ihren großen klinischen und wissenschaftlichen Möglichkeiten brachte er seine chemische Vorbildung in die Forschung zum Stoffwechsel und Wasserhaushalt von gesunden und kranken Menschen ein. 1907 habilitierte er sich.
1909 folgte er dem Ruf der Königlichen Universität zu Greifswald auf ihren Lehrstuhl für Innere Medizin. Am 27. Dezember 1911 heiratete er Friederike Lilienberg in Greifswald.

„Sein zwölfjähriger Aufenthalt in Preußen hatte unverkennbare Spuren an ihm hinterlassen. Er hielt auf peinliche Disziplin, Genauigkeit und Sauberkeit im klinischen Betrieb, wusste aber die erworbene preußische Strenge stets mit der angeborenen alpenländischen Liebenswürdigkeit zu paaren.“

Vier Jahre später wechselte er als o. Professor für spezielle medizinische Pathologie und Therapie an die Universität Innsbruck. Beim Anschluss Österreichs trat er wohl aus persönlichen (nicht politischen oder „rassischen“) Gründen in den Ruhestand. Seinen 70. Geburtstag beging er in voller Frische mit seinen Schülern in Innsbruck. Den folgenden Sommer verbrachte er wie immer im Murauer Vaterhaus. Er erlitt eine Schenkelhalsfraktur, die schwere Komplikationen nach sich zog. Er starb mit 70 Jahren.